# MÁV BCamot 310
A MÁV BCamot 310 psz. 1A' Al' tengelyelrendezésű benzol-mechanikus motorkocsi volt a MÁV-nál.
A Deutsche Werke Kiel (DWK) gyártotta 1926-ban. Ez volt a gyár V típusjelű motorkocsija. A motorkocsit az 1925-ös Müncheni Járműkiállításon mutatták be, és ezt tartják a DWK sorozatgyártásra alkalmas motorkocsi-fejlesztés utolsó lépésének. Erőforrása hathengeres négyütemű Otto-motor volt. A MÁV egy db-ot vásárolt belőle.
A MÁV 1932-ben a BCamot 310-be a 10275 gy.sz-ú, VIII JmR 150 típusú nyolchengeres motort építtetett be.
1946 és 1947 között Dunakeszi és az Északi főműhely a járművet teljesen átalakította. A kocsin új oldal- és homlokajtókat alakítottak ki és 220 LE (162 kW) teljesítményű VI JaR 170/240 típusú dízelmotort, valamint egy 3950 mm tengelytávú hajtott- és egy 2500 mm-es futó forgóvázat építettek bele. A jármű új pályaszámot kapott: Camot 317 lett. A végsebességét 90 km/h-ban állapították meg.
Ezután Budapest-Pécs, illetve Budapest-Szeged vonalon járt két négytengelyes kocsival, sokszor egy csehszlovák eredetű, középajtós pótkocsival. Keleti pályaudvarra volt állomásítva.
1956 őszén a pályaszáma ABamot 317 lett, majd 1957 végén az Északi főműhely újból átalakította, a pályaszáma Mot 317 lett, és a MÁV Központi Felépítmény Vizsgáló Főnökség mérővonatának vontató motorkocsija lett.
A csaknem fél évszázados járművet 15 éves szakszolgálat után 1973-ban selejtezték